# Ignacy Maurycy Judt
Ignacy Maurycy Judt (ur. 1875, zm. 8 grudnia 1923 w Warszawie) – polski lekarz radiolog, działacz społeczny, jeden z pionierów radiologii w Polsce.

## Życiorys
Ukończył II Gimnazjum w Warszawie, następnie studiował medycynę na Cesarskim Uniwersytecie Warszawskim. Studia ukończył w 1899 roku. Po odbyciu podróży naukowej za granicę został ordynatorem oddziału chirurgicznego i zorganizował pracownię radiologiczną. Brał udział w wojnie rosyjsko-japońskiej. Po powrocie z frontu otworzył prywatną pracownię radiologiczną. Był jednym z założycieli Towarzystwa Ochrony Zdrowia Ludności Żydowskiej w Polsce. Należał do Zarządu Zrzeszenia Lekarzy Rzeczypospolitej Polskiej.
Zmarł w grudniu 1923 roku, pochowany jest na cmentarzu żydowskim przy ul. Okopowej. Miał żonę i córkę.

## Wybrane prace
- Żydzi jako rasa fizyczna: analiza z dziedziny antropologii. Warszawa, 1902
- Die Juden als Rasse: eine Analyse aus dem Gebiete der Anthropologie. Berlin: Jüdischer Verl., 1903
- Złamanie zęba samoistne. Przegląd Dentystyczny, 1907
- Rentgenografja guzów złośliwych kości, 1907
- O rentgenoterapji raka. Gazeta Lekarska, 1909
- Rentgenografja żołądka i jelit, 1912
- Rentgenografja wątroby. Medycyna, 1913
- Zwężenia okrężnicy. Medycyna, 1913
- Ostitis fibrosa. Przegląd Chirurgiczny, 1923